# Ciclism la Jocurile Olimpice de vară din 2024 - Sprint feminin individual
Cursa ciclistă de sprint feminin individual de la Jocurile Olimpice de vară din 2024 a avut loc în perioada 9-11 august 2024 pe Vélodrome de Saint-Quentin-en-Yvelines, Paris.

## Program
Orele sunt ora Franței (UTC+1) 
| Data                     | Ora                         | Etapă                                                                                |
| ------------------------ | --------------------------- | ------------------------------------------------------------------------------------ |
| Vineri, 9 august 2024    | 14:00 urmează 18:00 urmează | Calificări 32-imi de finală Recalificări 32-imi 16-imi de finală Recalificări 16-imi |
| Sîmbătă, 10 august 2024  | 17:00 urmează               | Optimi de finală Recalificări optimi Sferturi de finală                              |
| Duminică, 11 august 2021 | 11:00 urmează               | Semifinale Finala                                                                    |

## Rezultate

### Calificări
| Loc | Ciclistă                     | Țară           | Timp              | Diferență         | Note              |
| --- | ---------------------------- | -------------- | ----------------- | ----------------- | ----------------- |
| 1   | Lea Friedrich                | Germania       | 10,029            |                   | C, RM             |
| 2   | Emma Finucane                | Marea Britanie | 10,067            | +0,038            | C                 |
| 3   | Ellesse Andrews              | Noua Zeelandă  | 10,108            | +0,079            | C                 |
| 4   | Sophie Capewell              | Marea Britanie | 10,132            | +0,103            | C                 |
| 5   | Mathilde Gros                | Franța         | 10,182            | +0,153            | C                 |
| 6   | Emma Hinze                   | Germania       | 10,198            | +0,169            | C                 |
| 7   | Mina Sato                    | Japonia        | 10,257            | +0,228            | C                 |
| 8   | Hetty van de Wouw            | Olanda         | 10,263            | +0,234            | C                 |
| 9   | Shaane Fulton                | Noua Zeelandă  | 10,281            | +0,252            | C                 |
| 10  | Kelsey Mitchell              | Canada         | 10,285            | +0,256            | C                 |
| 11  | Kristina Clonan              | Australia      | 10,310            | +0,281            | C                 |
| 12  | Lauriane Genest              | Canada         | 10,310            | +0,281            | C                 |
| 13  | Martha Bayona                | Columbia       | 10,411            | +0,382            | C                 |
| 14  | Steffie van der Peet         | Olanda         | 10,479            | +0,450            | C                 |
| 15  | Stefany Cuadrado             | Columbia       | 10,508            | +0,479            | C                 |
| 16  | Miriam Vece                  | Italia         | 10,560            | +0,531            | C                 |
| 17  | Daniela Gaxiola              | Mexic          | 10,581            | +0,552            | C                 |
| 18  | Taky Marie-Divine Kouamé     | Franța         | 10,634            | +0,605            | C                 |
| 19  | Yuli Verdugo                 | Mexic          | 10,637            | +0,608            | C                 |
| 20  | Riyu Ohta                    | Japonia        | 10,659            | +0,63             | C                 |
| 21  | Nurul Izzah Izzati Mohd Asri | Malaezia       | 10,709            | +0,680            | C                 |
| 22  | Bao Shanju                   | China          | 10,744            | +0,715            | C                 |
| 23  | Marlena Karwacka             | Polonia        | 10,758            | +0,729            | C                 |
| 24  | Julie Nicolaes               | Belgia         | 10,809            | +0,780            | C                 |
| 25  | Nikola Sibiak                | Polonia        | 10,945            | +0,916            |                   |
| 26  | Sara Fiorin                  | Italia         | 11,085            | +1,056            |                   |
| 27  | Chloe Moran                  | Australia      | 11,112            | +1,083            |                   |
| 28  | Ese Ukpeseraye               | Nigeria        | 11,652            | +1,623            |                   |
| 29  | Yuan Liying                  | China          | Nu a luat startul | Nu a luat startul | Nu a luat startul |
| 29  | Nicky Degrendele             | Belgia         | Nu a luat startul | Nu a luat startul | Nu a luat startul |

### 32-imi de finală
| Loc | Ciclistă | Țară                         | Timp           | Diferență | Note |
| --- | -------- | ---------------------------- | -------------- | --------- | ---- |
| 1   | 1        | Lea Friedrich                | Germania       | X         | C    |
| 1   | 2        | Julie Nicolaes               | Belgia         | +1,015    | R    |
| 2   | 1        | Emma Finucane                | Marea Britanie | X         | C    |
| 2   | 2        | Marlena Karwacka             | Polonia        | +0,632    | R    |
| 3   | 1        | Ellesse Andrews              | Noua Zeelandă  | X         | C    |
| 3   | 2        | Bao Shanju                   | China          | +0,312    | R    |
| 4   | 1        | Sophie Capewell              | Marea Britanie | X         | C    |
| 4   | 2        | Nurul Izzah Izzati Mohd Asri | Malaezia       | +0,081    | R    |
| 5   | 1        | Mathilde Gros                | Franța         | X         | C    |
| 5   | 2        | Riyu Ohta                    | Japonia        | +0,201    | R    |
| 6   | 1        | Emma Hinze                   | Germania       | X         | C    |
| 6   | 2        | Yuli Verdugo                 | Mexic          | +0,119    | R    |
| 7   | 1        | Mina Sato                    | Japonia        | X         | C    |
| 7   | 2        | Taky Marie-Divine Kouamé     | Franța         | +0,112    | R    |
| 8   | 1        | Hetty van de Wouw            | Olanda         | X         | C    |
| 8   | 2        | Daniela Gaxiola              | Mexic          | +0,187    | R    |
| 9   | 1        | Shaane Fulton                | Noua Zeelandă  | X         | C    |
| 9   | 2        | Miriam Vece                  | Italia         | +0,250    | R    |
| 10  | 1        | Kelsey Mitchell              | Canada         | X         | C    |
| 10  | 2        | Stefany Cuadrado             | Columbia       | +0,378    | R    |
| 11  | 1        | Kristina Clonan              | Australia      | X         | C    |
| 11  | 2        | Steffie van der Peet         | Olanda         | +0,100    | R    |
| 12  | 1        | Martha Bayona                | Columbia       | X         | C    |
| 12  | 2        | Lauriane Genest              | Canada         | +0,064    | R    |

### Recalificări 32-imi
| Loc | Ciclistă | Țară                         | Timp     | Diferență | Note |
| --- | -------- | ---------------------------- | -------- | --------- | ---- |
| 1   | 1        | Daniela Gaxiola              | Mexic    | X         | C    |
| 1   | 2        | Miriam Vece                  | Italia   | +0,004    |      |
| 1   | 3        | Julie Nicolaes               | Belgia   | +0,509    |      |
| 2   | 1        | Taky Marie-Divine Kouamé     | Franța   | X         | C    |
| 2   | 2        | Marlena Karwacka             | Polonia  | +0,065    |      |
| 2   | 3        | Stefany Cuadrado             | Columbia | +1,258    |      |
| 3   | 1        | Steffie van der Peet         | Olanda   | X         | C    |
| 3   | 2        | Yuli Verdugo                 | Mexic    | +0,001    |      |
| 3   | 3        | Bao Shanju                   | China    | +0,127    |      |
| 4   | 1        | Lauriane Genest              | Canada   | X         | C    |
| 4   | 2        | Nurul Izzah Izzati Mohd Asri | Malaezia | +0,059    |      |
| 4   | 3        | Riyu Ohta                    | Japonia  | +0,326    |      |

### 16-imi de finală
| Loc | Ciclistă | Țară                     | Timp           | Diferență | Note |
| --- | -------- | ------------------------ | -------------- | --------- | ---- |
| 1   | 1        | Lea Friedrich            | Germania       | X         | C    |
| 1   | 2        | Lauriane Genest          | Canada         | +0,220    | R    |
| 2   | 1        | Emma Finucane            | Marea Britanie | X         | C    |
| 2   | 2        | Steffie van der Peet     | Olanda         | +0,127    | R    |
| 3   | 1        | Ellesse Andrews          | Noua Zeelandă  | X         | C    |
| 3   | 2        | Taky Marie-Divine Kouamé | Franța         | +0,146    | R    |
| 4   | 1        | Sophie Capewell          | Marea Britanie | X         | C    |
| 4   | 2        | Daniela Gaxiola          | Mexic          | +0,077    | R    |
| 5   | 1        | Mathilde Gros            | Franța         | X         | C    |
| 5   | 2        | Martha Bayona            | Columbia       | +0,016    | R    |
| 6   | 1        | Emma Hinze               | Germania       | X         | C    |
| 6   | 2        | Kristina Clonan          | Australia      | +0,087    | R    |
| 7   | 1        | Mina Sato                | Japonia        | X         | C    |
| 7   | 2        | Kelsey Mitchell          | Canada         | +0,042    | R    |
| 8   | 1        | Hetty van de Wouw        | Olanda         | X         | C    |
| 8   | 2        | Shaane Fulton            | Noua Zeelandă  | +0,001    | R    |

### Recalificări 16-imi
| Loc | Ciclistă | Țară                     | Timp          | Diferență | Note |
| --- | -------- | ------------------------ | ------------- | --------- | ---- |
| 1   | 1        | Shaane Fulton            | Noua Zeelandă | X         | C    |
| 1   | 2        | Lauriane Genest          | Canada        | +0,179    |      |
| 2   | 1        | Kelsey Mitchell          | Canada        | X         | C    |
| 2   | 2        | Steffie van der Peet     | Olanda        | +0,070    |      |
| 3   | 1        | Kristina Clonan          | Australia     | X         | C    |
| 3   | 2        | Taky Marie-Divine Kouamé | Franța        | +0,860    |      |
| 4   | 1        | Martha Bayona            | Columbia      | X         | C    |
| 4   | 2        | Daniela Gaxiola          | Mexic         | +0,131    |      |

### Optimi de finală
| Loc | Ciclistă | Țară              | Timp           | Diferență | Note |
| --- | -------- | ----------------- | -------------- | --------- | ---- |
| 1   | 1        | Lea Friedrich     | Germania       | X         | C    |
| 1   | 2        | Martha Bayona     | Columbia       | +0,091    | R    |
| 2   | 1        | Emma Finucane     | Marea Britanie | X         | C    |
| 2   | 2        | Kristina Clonan   | Australia      | +0,658    | R    |
| 3   | 1        | Ellesse Andrews   | Noua Zeelandă  | X         | C    |
| 3   | 2        | Kelsey Mitchell   | Canada         | +0,116    | R    |
| 4   | 1        | Sophie Capewell   | Marea Britanie | X         | C    |
| 4   | 2        | Shaane Fulton     | Noua Zeelandă  | +0,004    | R    |
| 5   | 1        | Hetty van de Wouw | Olanda         | X         | C    |
| 5   | 2        | Mathilde Gros     | Franța         | +0,245    | R    |
| 6   | 1        | Emma Hinze        | Germania       | X         | C    |
| 6   | 2        | Mina Sato         | Japonia        | +0,032    | R    |

### Recalificări optimi
| Loc | Ciclistă | Țară            | Timp          | Diferență | Note |
| --- | -------- | --------------- | ------------- | --------- | ---- |
| 1   | 1        | Martha Bayona   | Columbia      | X         | C    |
| 1   | 2        | Mathilde Gros   | Franța        | +0,027    |      |
| 1   | 3        | Shaane Fulton   | Noua Zeelandă | +0,276    |      |
| 2   | 1        | Kelsey Mitchell | Canada        | X         | C    |
| 2   | 2        | Mina Sato       | Japonia       | +0,111    |      |
| 2   | 3        | Kristina Clonan | Australia     | +0,295    |      |

### Sferturi de finală
| Serie | Loc | Ciclist           | Țară           | Cursa 1 | Cursa 2 | Cursă decisivă (dacă e cazul) | Note |
| ----- | --- | ----------------- | -------------- | ------- | ------- | ----------------------------- | ---- |
| 1     | 1   | Lea Friedrich     | Germania       | X       | X       |                               | CS   |
| 1     | 2   | Kelsey Mitchell   | Canada         | +0,217  | +0,052  |                               | F5-8 |
| 2     | 1   | Emma Finucane     | Marea Britanie | X       | X       |                               | CS   |
| 2     | 2   | Martha Bayona     | Columbia       | +0,076  | +0,147  |                               | F5-8 |
| 3     | 1   | Ellesse Andrews   | Noua Zeelandă  | X       | X       |                               | CS   |
| 3     | 2   | Emma Hinze        | Germania       | +0,048  | +0,036  |                               | F5-8 |
| 4     | 1   | Hetty van de Wouw | Olanda         | X       | X       |                               | CS   |
| 4     | 2   | Sophie Capewell   | Marea Britanie | +0,088  | +0,140  |                               | F5-8 |

### Locurile 5-8
| Loc | Ciclist         | Țară           | Timp   | Diferență |
| --- | --------------- | -------------- | ------ | --------- |
| 5   | Sophie Capewell | Marea Britanie |        |           |
| 6   | Emma Hinze      | Germania       | +0,064 |           |
| 7   | Martha Bayona   | Columbia       | +0,092 |           |
| 8   | Kelsey Mitchell | Canada         | +0,493 |           |

### Semifinale
| Serie | Loc | Ciclist           | Țară           | Cursa 1 | Cursa 2 | Cursă decisivă (dacă e cazul) | Note |
| ----- | --- | ----------------- | -------------- | ------- | ------- | ----------------------------- | ---- |
| 1     | 1   | Lea Friedrich     | Germania       | +0,014  | X       | X                             | FA   |
| 1     | 2   | Hetty van de Wouw | Olanda         | X       | +0,053  | +0,151                        | FB   |
| 2     | 1   | Ellesse Andrews   | Noua Zeelandă  | X       | X       |                               | FA   |
| 2     | 2   | Emma Finucane     | Marea Britanie | +0,096  | +0,050  |                               | FB   |

### Finala
| Loc                            | Ciclist           | Țară           | Cursa 1 | Cursa 2 | Decident (dacă este nevoie) |
| ------------------------------ | ----------------- | -------------- | ------- | ------- | --------------------------- |
| Finala pentru medalia de aur   |                   |                |         |         |                             |
| 1                              | Ellesse Andrews   | Noua Zeelandă  | X       | X       |                             |
| 2                              | Lea Friedrich     | Germania       | +0,095  | +0,624  |                             |
| Finala pentru medalia de bronz |                   |                |         |         |                             |
| 3                              | Emma Finucane     | Marea Britanie | X       | X       |                             |
| 4                              | Hetty van de Wouw | Olanda         | +0,237  | +0,160  |                             |